# Stockholm Ost
Stockholm Ost (Originaltitel: Stockholm Östra) ist ein schwedisches Filmdrama aus dem Jahr 2011.

## Handlung
Während einer Autofahrt sucht Johan etwas im Handschuhfach, und durch diese Unachtsamkeit überfährt er die zehnjährige Tove, die auf dem Weg in die Schule ist. Im Krankenhaus, wo das Mädchen ihren schweren Verletzungen erliegt, sieht Johan zum ersten Mal Anna, die die Sachen ihrer Tochter abholt, und ist fasziniert von ihr. Wegen des Unfalls kommt es zu einem Gerichtstermin, an dem nur Anders, der Vater von Tove, teilnimmt. Anna, die trauernde Mutter, geht stattdessen in eine Therapie. Johan wird als nicht schuldig vom Gericht freigesprochen, fühlt sich aber verantwortlich und bekommt Depressionen, die ihn arbeitsunfähig machen. Ein Jahr später treffen sich Anna und Johan zufällig am Bahnhof Stockholm Ost und kommen auf der anschließenden Bahnfahrt kurz ins Gespräch. Sie lässt versehentlich ihren Kalender beim Aussteigen liegen, und Johan nimmt das zum Anlass, Anna zu Hause aufzusuchen. Sie sind sich sympathisch und beginnen eine zaghafte Freundschaft, wobei Anna in den Gesprächen so tut, als ob ihre Tochter noch am Leben sei. Johan gelingt es nicht, Anna die Wahrheit zu sagen, dass er der Verursacher des Unfalls war. Stattdessen verlieben sich die beiden ineinander, Johann verlässt seine Freundin Kattis, und Anna wird schwanger. Durch das Aufeinandertreffen von Anders und Johan im Beisein von Anna kommt die Wahrheit ans Tageslicht, und Anna zieht sich enttäuscht von Johan zurück. Sie begibt sich in eine Klinik, um das Kind abzutreiben, ändert dann jedoch ihre Meinung, lässt aber Johan in dem Glauben, es gebe kein Kind mehr. Anna hat mit ihrem Ehemann zunehmend Spannungen, da sie ganz offensichtlich nicht von Anders schwanger ist. Um die Weihnachtszeit besorgt sich Johan starke Tabletten und versucht, sich das Leben zu nehmen. Anna verlässt zeitgleich mit Gepäck ihre kleine Weihnachtsfeier zu Hause und sucht Johan. Seine ehemalige Freundin Kattis gibt Anna seine neue Adresse, und so kann sein Leben gerade noch rechtzeitig gerettet werden. Als er im Krankenhaus aufwacht, sitzt die schwangere Anna lächelnd an seinem Bett.

## Kritik
„Regisseur Simon Kaijser lässt in "Stockholm Ost" die moralischen Grenzen zwischen Richtig und Falsch verschwimmen. Berührend schildert er nicht nur die Geschichte der nach dem Unfall zurückbleibenden Mutter, sondern auch das Leid des Verursachers. Die ungewöhnliche Liebesbeziehung zwischen Anna und Johan ist verstörend, aber auch zutiefst menschlich.“